# Eucephalacris rondonia
Eucephalacris rondonia är en insektsart som beskrevs av Marius Descamps 1980. Eucephalacris rondonia ingår i släktet Eucephalacris och familjen gräshoppor. Inga underarter finns listade i Catalogue of Life.